# 茲多爾布尼夫
茲多爾布尼夫（romanized: Zdolbuniv），又按俄语名译为兹多尔布诺夫，是乌克兰西北部羅夫諾州羅夫諾區兹多尔布尼夫市镇内的城市及该市镇的行政中心，2020年7月18日前为茲多爾布尼夫區的行政中心。該市距離州府羅夫諾12公里，面積12.49平方公里，海拔高度191米，2022年人口数量为24,537人。
第二次世界大战期間，納粹德國在1941年至1944年佔領該市。

## 图集

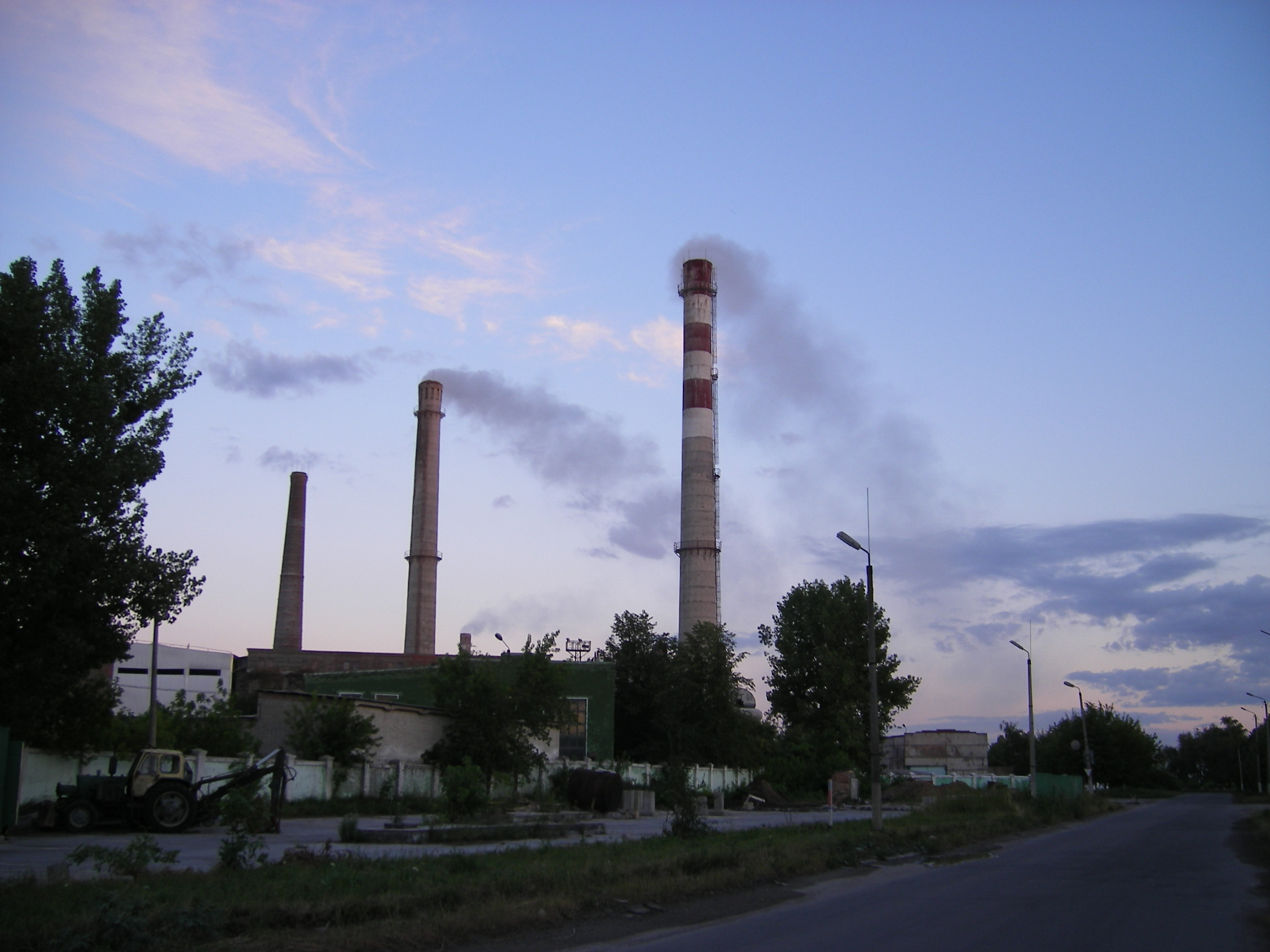
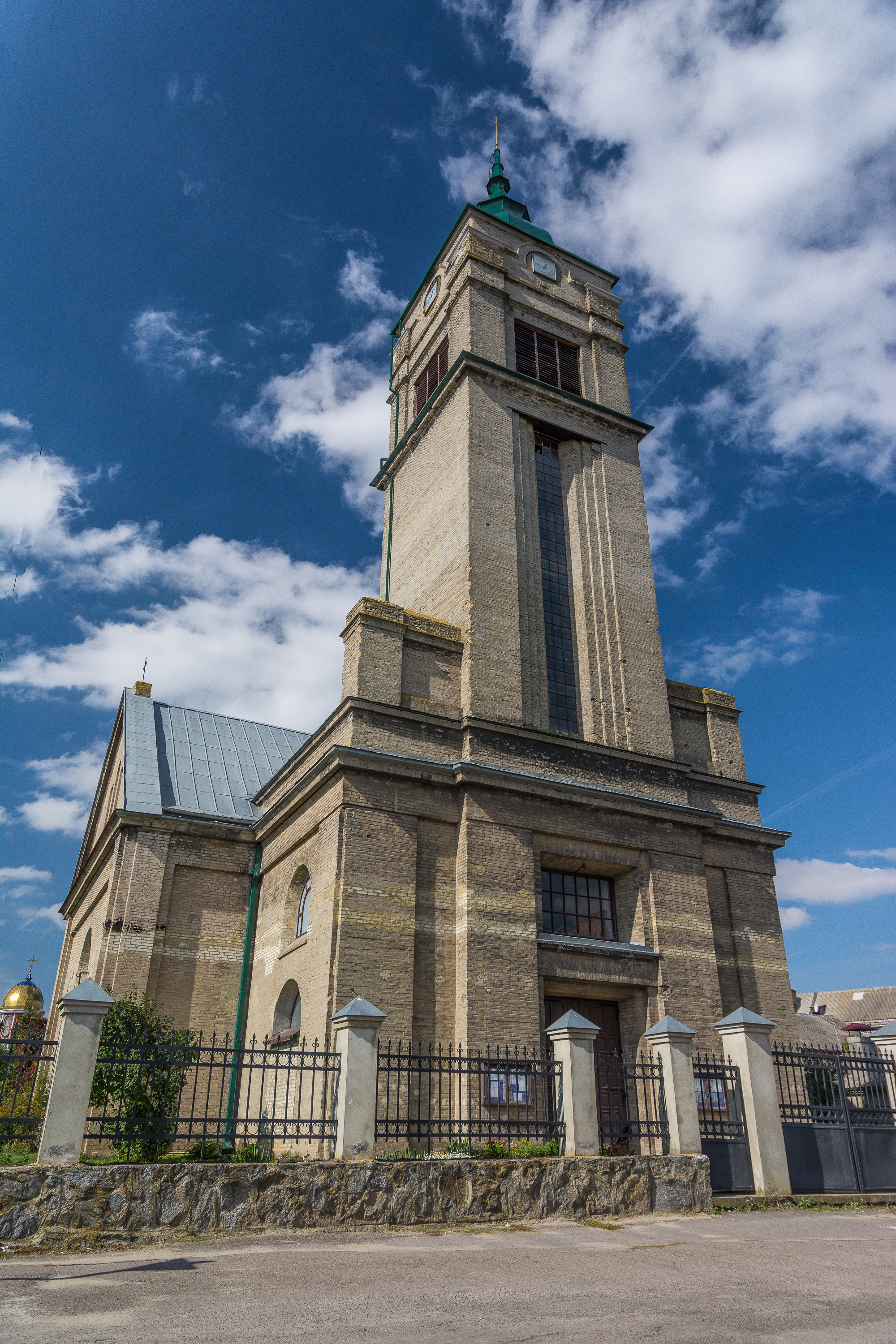
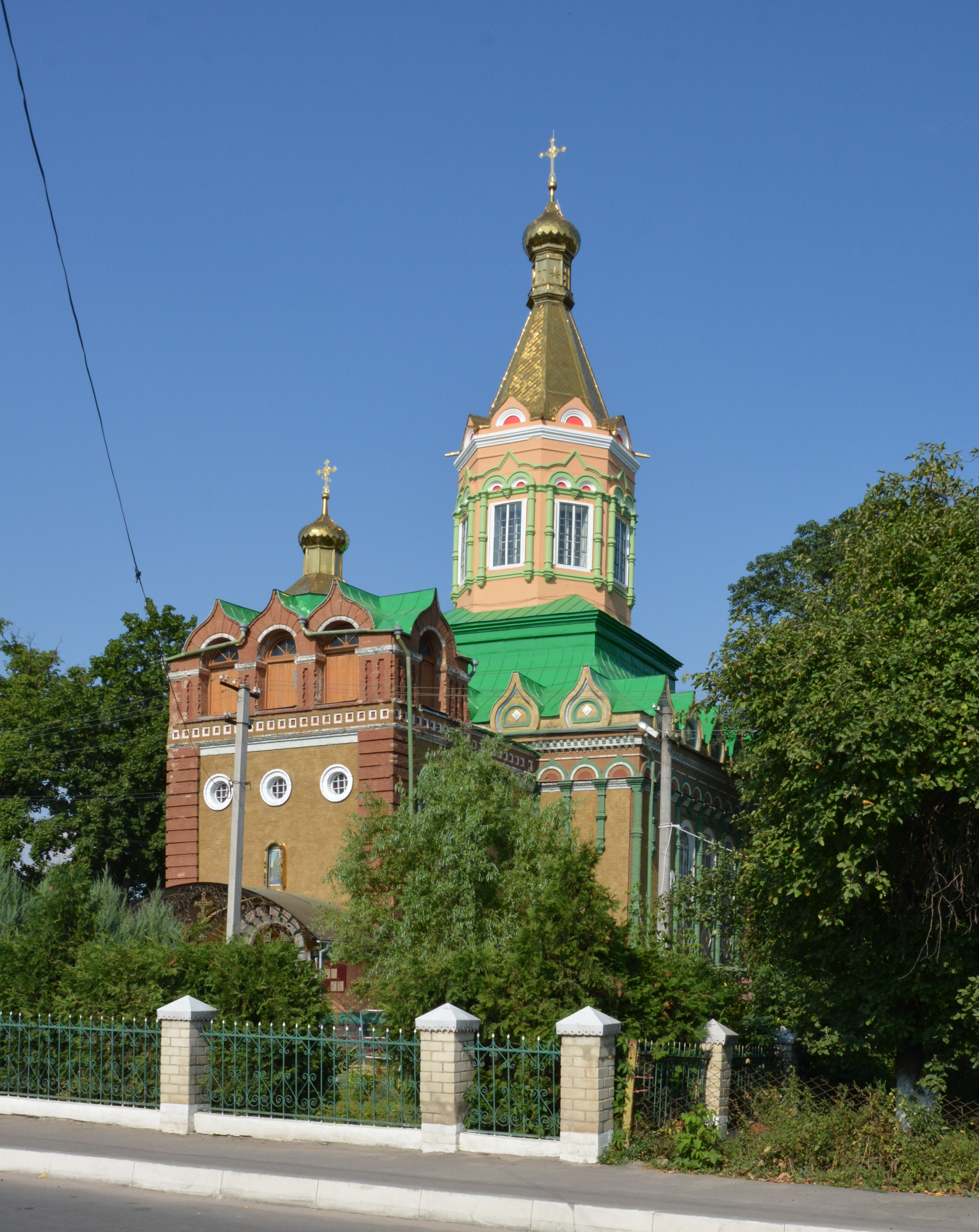
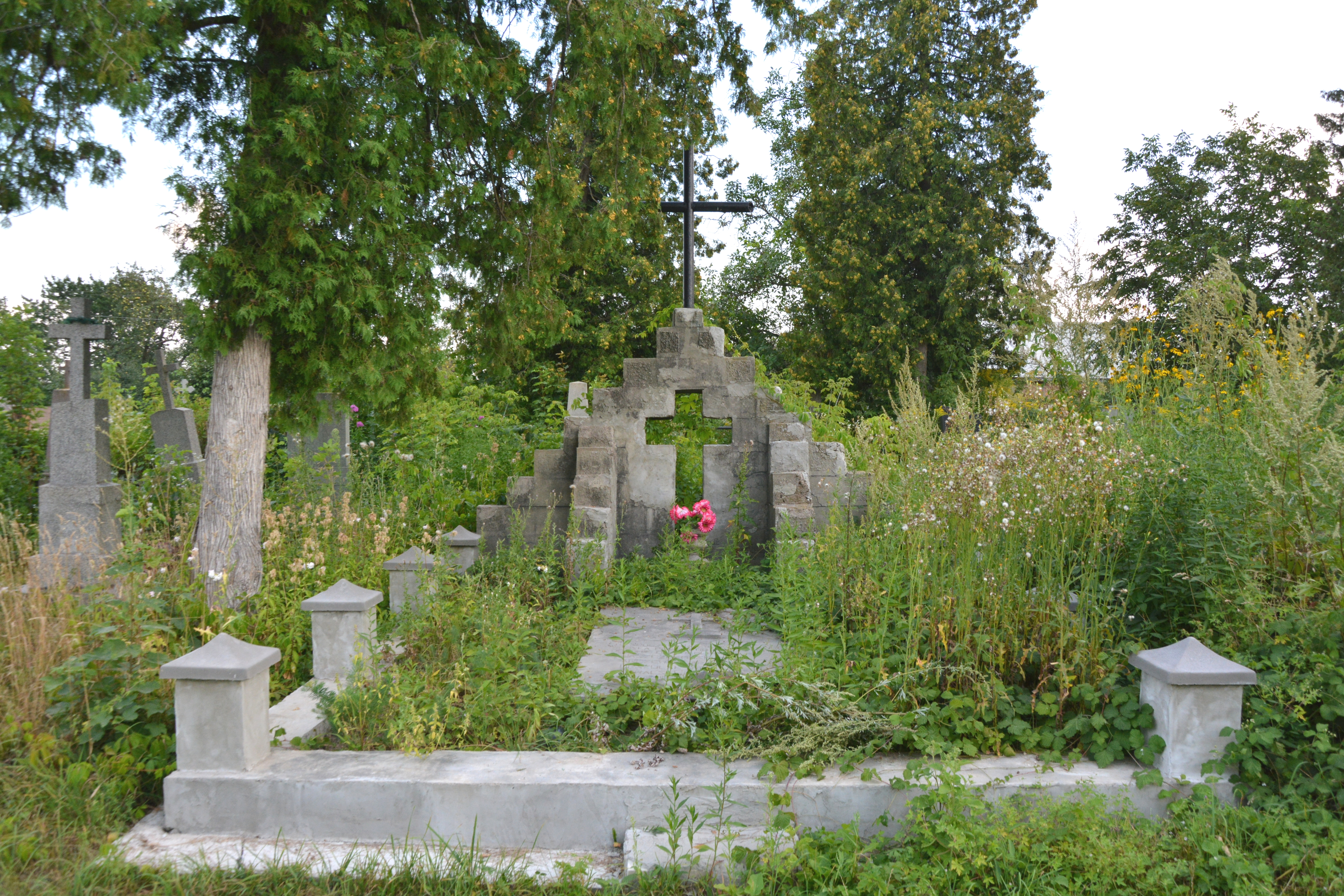
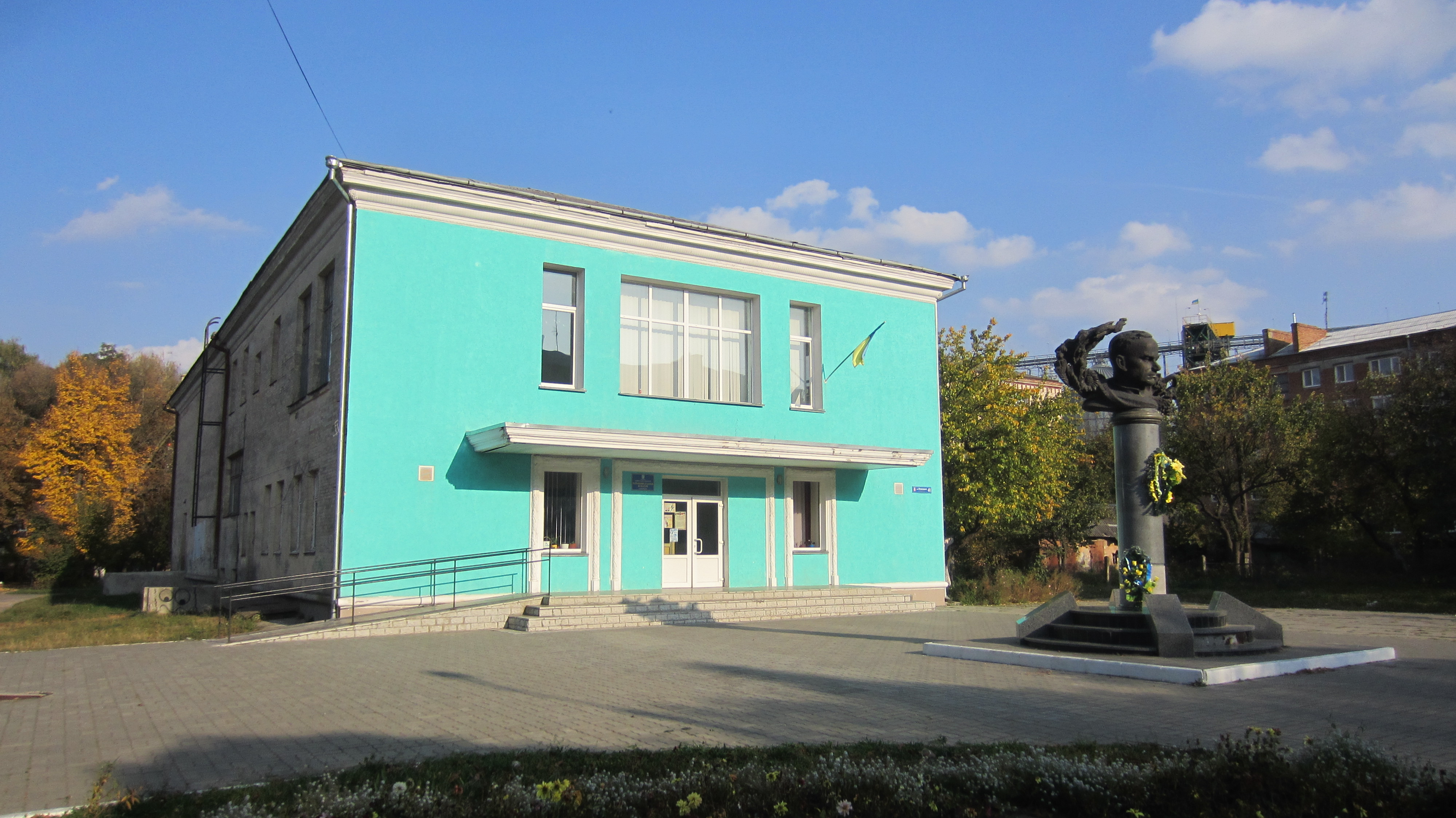
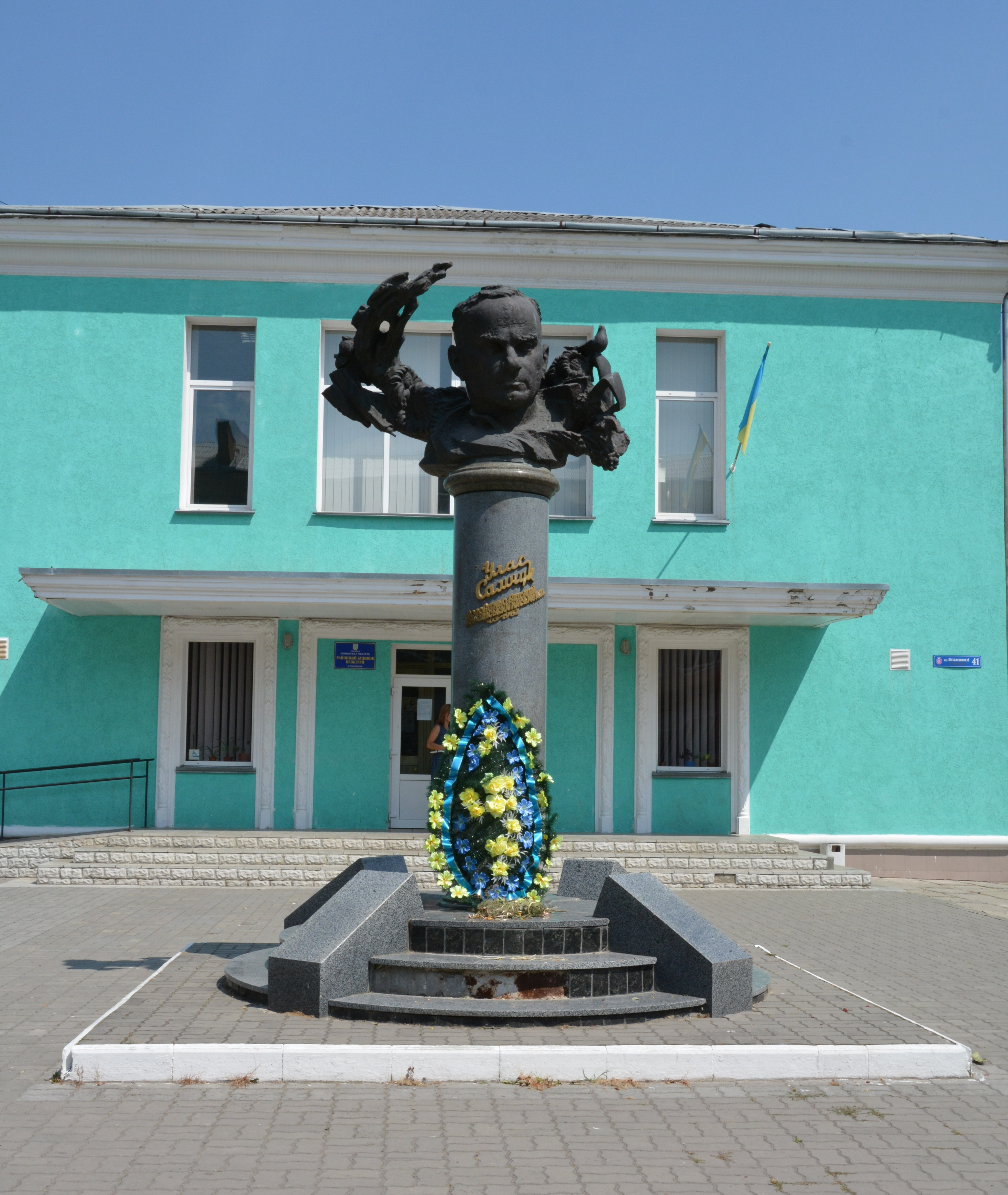
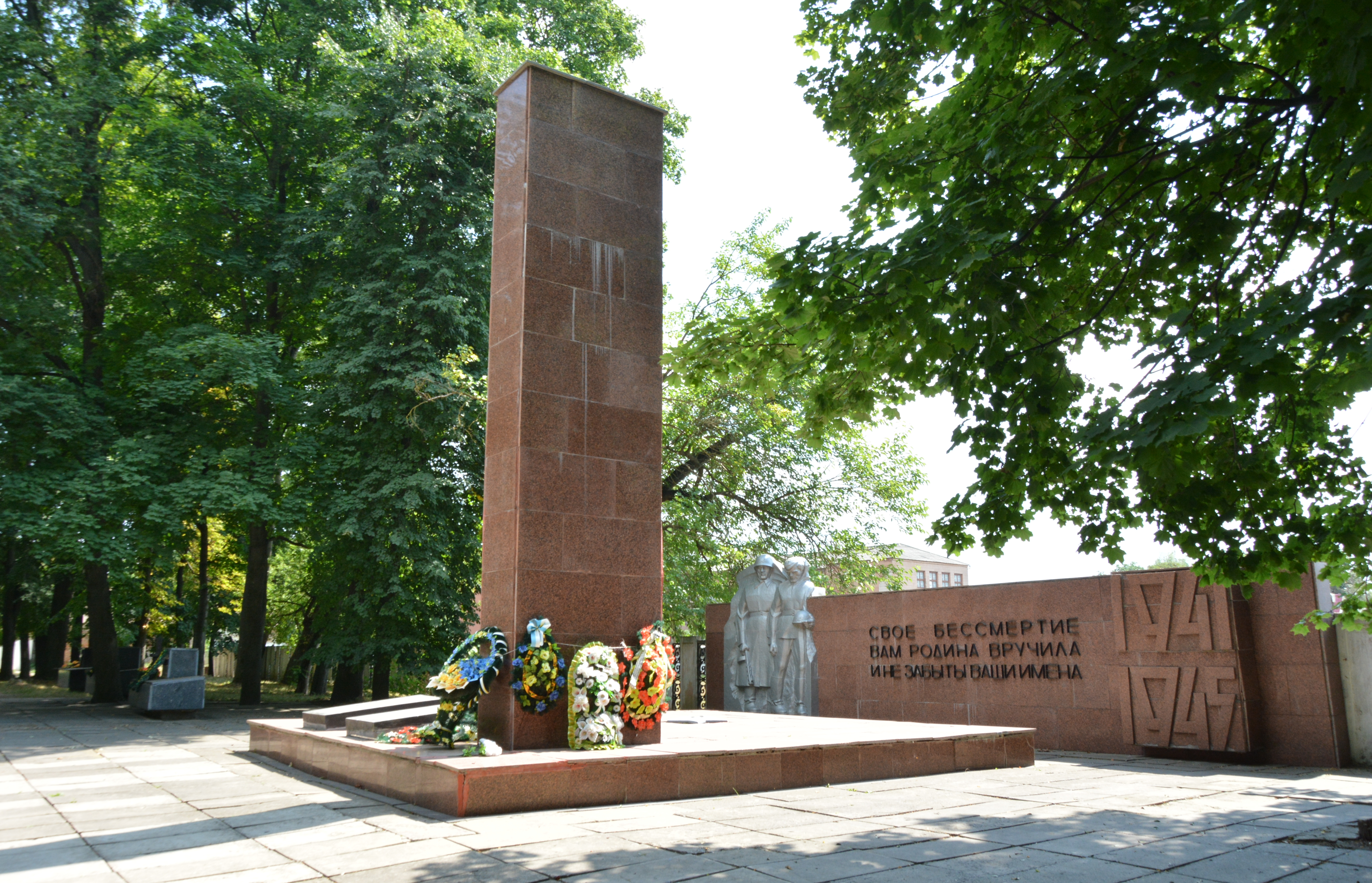
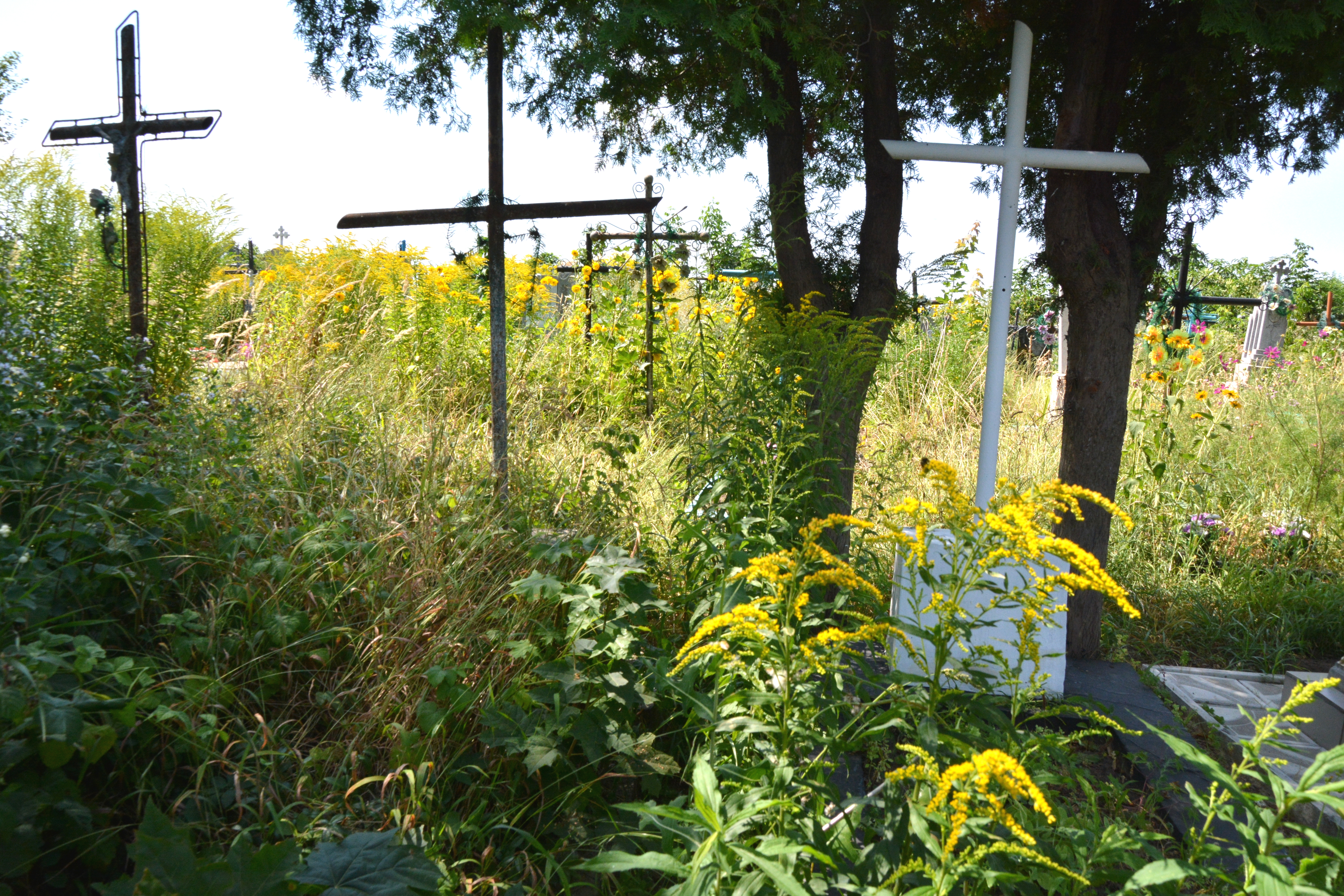
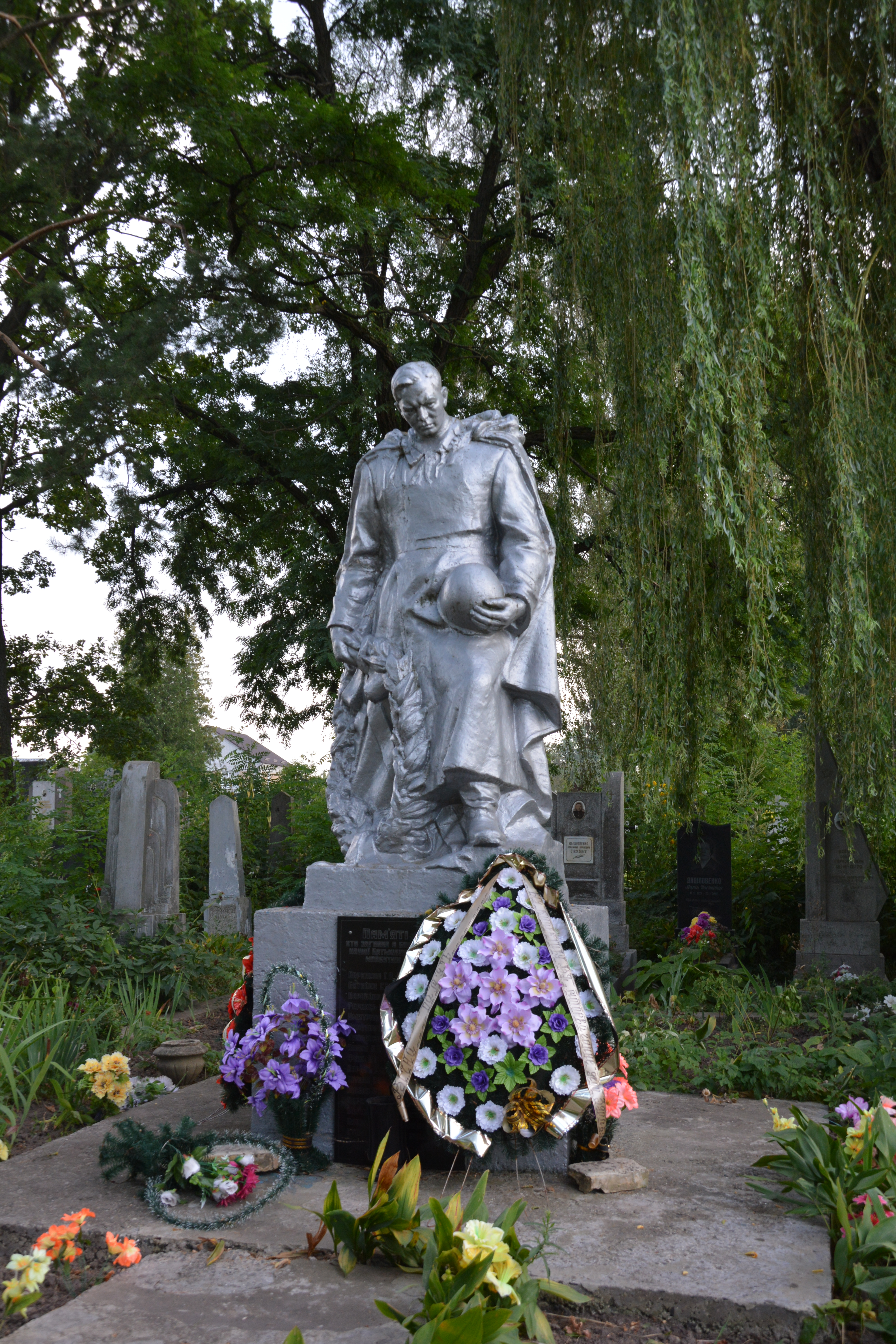
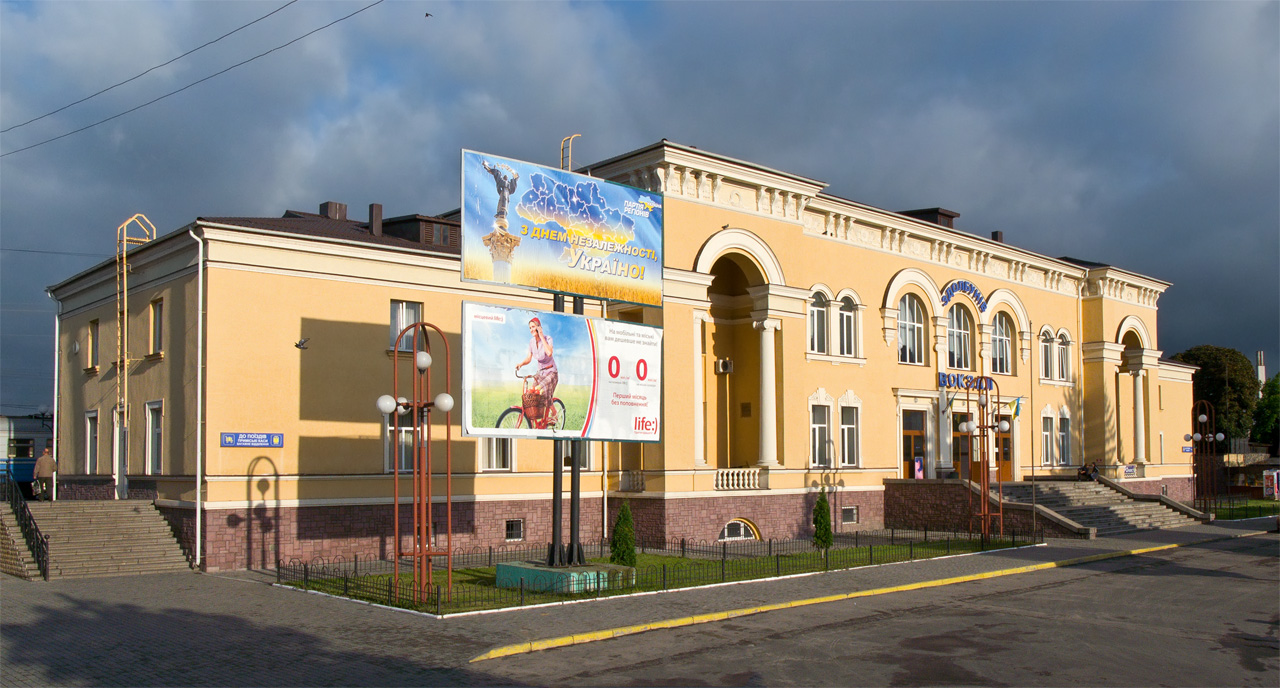
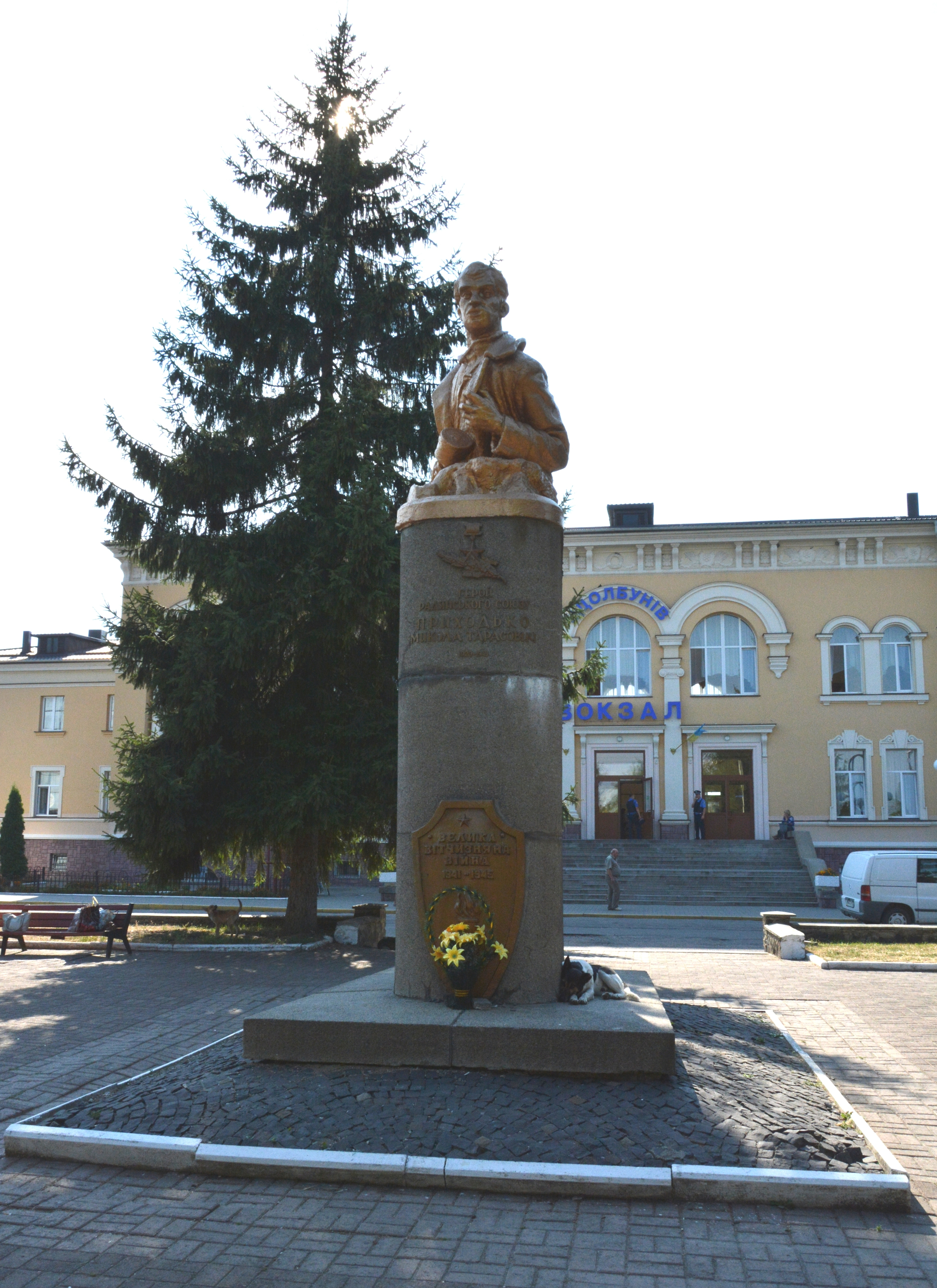